# Parc Nacional de la Sila
El Parc Nacional de la Sila és el més antic de Calàbria i un dels cinc primers d'Itàlia. Situat en el cor de l'altiplà la Sila, cobreix 73.695 hectàrees amb una forma allargada de nord a sud. La seu del parc es troba a Lorica i s'estén per les províncies de Catanzaro, Cosenza i Crotone.
El símbol del parc és el llop, espècie especialment perseguida durant segles i que afortunadament va sobreviure fins al 1970, quan es va instituir una llei a favor de la seva preservació.
La seva superfície forestal és molt àmplia, amb un 80% del total, i es compon principalment de faigs i pins. A les grans valls es practica el pasturatge i l'agricultura, vinculada principalment al cultiu de la patata.

## Història
Va nàixer de la separació de l'antic Parc Nacional de Calàbria en dos, el Parc Nacional d'Aspromonte i el
Parc Nacional de Sila. Aquest darrer es va establir en 2002, quan se'l va dotar d'una estructura de gestió pròpia (publicada a la Gaseta Oficial no.63 de 17 de març de 2003), després de diverses modificacions de les línies de delimitació del parc a causa dels forts contrasts entre els municipis afectats pel parc.
La necessitat de crear un parc nacional es devia a la difícil situació en què es trobaven els boscos propis de Sila des de finals del segle xviii, devastats pels pagesos i pastors els quals provocaven incendis per tal de poder dedicar aquests terrenys a l'agricultura.
Ara bé, el gran procés de desforestació va tenir lloc a principis del segle XX per part de les grans indústries forestals estrangeres, fet que va dur a la necessitat de protecció dels boscos de Sila.

## Territori

### L'aigua
Sila és la part més plujosa de Calàbria i dins aquest territori hi ha els principals embassaments i els principals cursos d'aigua. Els llacs del parc són tots artificials, realitzats durant la primera meitat del segle XX i construïts en zones especialment pantanoses, en àmplies valls especialment favorables a l'organització dels embassaments tenint en compte la ubicació geogràfica i la geologia del sòl.

#### Els rius
Els principals rius que travessen l'àrea del parc és el riu Crati i el riu Net, els dos rius més llargs i més importants de Calàbria. Aquests rius tenen afluents especialment rellevants per la seva simbiosi biogenètica.

#### Els llacs
Hi ha tres llacs dins el parc: Els llacs Ampollino, Arvo i Ariamacina. També hi ha un altre, avui completament buit, que és el llac Votturino, també present al Parc.
Existien en el passat alguns llacs, que desaparegueren fa un miler d'anys a causa de l'erosió dels seus llindars. Aquests llacs són el Mucone, que cobria gairebé l'àrea de l'actual llac Cecita i el llac Trionto.

### Aire
Segons estudis recents duts a terme pel professor Stefano Montanari, director del Laboratori Nanodiagnòstic de Mòdena, en col·laboració amb Antonietta Gatti, experta en Nanopatologia (estudi de la patologia de les nanopartícules), a una àrea del parc, en concret al petit poble de Tirivolo, es respira l'aire més net a Europa.

## Fauna

### Mamífers
La presència faunística al parac ha canviat molt des de l'època de l'última glaciació a avui en dia. La presència d'alguns mamífers, especialment els grans, es va veure afectada per la presència de l'home que va canviar l'hàbitat i la supervivència d'algunes espècies, especialment els cérvols, extingits al començament del segle passat, i reintroduïdes els últims anys.
- Ungulats: cabirols, cérvols, daines, porcs senglars
- Mustèlids: teixons, llúdries, mosteles, fagines, martes, turons
- Rosegadors: lirons grisos, rates dormidores rogenques, rates cellardes, dryomys nitedula, esquirols, hystrix cristata
- Altres mamífers: canis lupus italicus, gats salvatges, llebres comunes, guineus roges, talps, eriçons comuns

### Aus
L'avifauna és molt àmplia a causa que moltes àrees del parc són llocs d'aturada i nidificació, a les rutes de migració de nord a sud, de moltes espècies d'aus. D'acord amb una enquesta duta a terme pel parc s'han identificat 113 espècies d'aus, 57 dels quals es consideren "interès per a la conservació"
- Rapinyaires: àguiles, falcònids, estrigiformes
- Piciformes: picots negres, picots garsers mitjans, picots verds, picots garsers grossos, picots garsers petits,
- Altres aus: còrvids, passeriformes, aus aquàtiques (ànec collverd, cabussó emplomallat, fotja, polla d'aigua, ...), cucuts, tudons, etc

### Amfibis i rèptils
Al Parc hi ha 22 espècies d'interès herpetològic (12 amfibis i 10 rèptils) de 31 espècies documentades a la regió de Calàbria, i equival a un correspon aproximadament 25% de la diversitat herpetològica italiana, que es compon de 91 espècies (40 amfibis i 51 rèptils). Algunes espècies són comunes i existent de forma generalitzada a Itàlia, mentre que altres són rares i d'interès comunitari.